# MGTOW
MGTOW (англ. Men Going Their Own Way — «мужчины, идущие своим путём», МИСП; произносится как /ˈmɪɡtaʊ/) — сообщество, действующее преимущественно в интернете и продвигающее отделение мужчин от женщин и от общества, которое члены сообщества считают «испорченным феминизмом».
Сообщество MGTOW является частью маносферы — объединения антифеминистических сайтов и онлайн-сообществ, включающего также движение за права мужчин, движения инцелов и пикаперов. По данным Southern Poverty Law Center, идеологией MGTOW является превосходство мужчин и мужской сепаратизм.
Как и другие сообщества из маносферы, MGTOW пересекается с движениями альтернативных правых и белых супрематистов, а также было связано с интернет-травлей женщин.

## Основные идеи
Участники MGTOW считают, что феминизм сделал женщин опасными для мужчин и что для самосохранения мужчинам необходимо полностью отделиться от женщин. Они также говорят о систематической гиноцентрической предвзятости по отношению к мужчинам, такой как двойные стандарты по отношению к гендерным ролям и предвзятость к мужчинам в судах по семейным вопросам.
В группах MGTOW распространены общие для маносферы представления о шаблонах поведения женщин при отношениях с мужчинами. По мнению членов сообщества:
- молодые и привлекательные женщины склонны к промискуитету и гипергамии, то есть занимаются сексом с большим количеством партнёров и уходят от мужчины, если другой мужчина, которого они оценивают выше, проявляет к ним интерес;
- женщины проявляют наибольший интерес к мужчинам-«альфам», которые привлекательны, но плохо относятся к женщинам, и такие контакты с «альфами» убеждают женщин в феминизме;
- когда женщина начинает стареть, то она выбирает мужчину-«бету», который её финансово обеспечивает, но которому она отказывает в сексе, при этом иногда изменяя ему с более привлекательными мужчинами;
- наконец, согласно идеологии MGTOW, женщины впоследствии разводятся с мужьями, а суды принимают их сторону, что представители движения рассматривают как женскую привилегию[12][13][14][15][8].

Участники MGTOW используют общий для маносферы жаргон, включая понятия красной и синей таблеток из фильма «Матрица»: красная таблетка, в понимании сторонников движения, — это принятие идеологии MGTOW, «пробуждение» от феминистической «иллюзии» и осознание фундаментальной мизандричности мира и доминирования в нём феминистических ценностей, а синяя таблетка — это игнорирование таковой «реальности».
Принятие идеологии MGTOW делится её сторонниками на 4 или 5 уровней:
- Участники уровня 0 «ситуационно осведомлены», то есть «приняли красную таблетку» и принимают некоторые столпы идеологии MGTOW, такие как «гендерное равенство — это ложь»[21]. Иногда это положение сравнивается с фиолетовой таблеткой, то есть промежуточной между синей и красной, поскольку участники на этом уровне всё ещё верят в нужность брака[22][23][7].
- Участники уровня 1 воздерживаются от долгосрочных отношений и брака, но всё ещё участвуют в краткосрочных отношениях и сексе[21][22][23][7].
- Участники уровня 2 воздерживаются и от краткосрочных отношений и секса[21][22][7].
- В 5-уровневой модели участники уровня 3 стараются уменьшить свои экономические связи с обществом, а участники максимального, 4-го уровня полностью разрывают связи с обществом[21][22][7]; в 4-уровневой модели последние два уровня объединяются в единый уровень, называемый уровнем «идущего призрака»[23].